# Cantón de Corbeil-Essonnes-Este
El cantón de Corbeil-Essonnes-Este era una división administrativa francesa, que estaba situada en el departamento de Essonne y la región de Isla de Francia.

## Composición
El cantón estaba formado por una fracción de la comuna que le daba su nombre:
- Corbeil-Essonnes

## Supresión del cantón de Corbeil-Essonnes-Este
En aplicación del Decreto nº 2014-230 de 24 de febrero de 2014, el cantón de Corbeil-Essonnes-Este fue suprimido el 22 de marzo de 2015 y su fracción de comuna pasó a formar parte del nuevo cantón de Corbeil-Essonnes.